# Coincidentia oppositorum
Coincidentia oppositorum este un concept filosofic și religios care semnifică „coincidența contrariilor”. În fizică și lumea rațională există o dualitate de genul cald–rece sau zi-noapte, dar coincidentia oppositorum se referă la o presupusă realitate suprarațională (divină) în care toate contrariile coincid. Conceptul ca atare a fost făcut cunoscut în primul rând de către cardinalul Nicolaus Cusanus (1401-1461). Credința într-o unitate finală a contrariilor face parte din filosofia lui Heraclit, Giordano Bruno, Jakob Boehme și Emanuel Swedenborg.
Expresia a fost folosită pentru prima dată în eseul De Docta Ignorantia (1440) al filozofului german Nicolaus Cusanus, în care se explică faptul că din moment ce omenirea nu poate înțelege infinitatea dumnezeiască prin cunoașterea rațională, trebuie să apeleze la speculații care să depășească limitele științifice ale înțelegerii, dovedind astfel o „ignoranță conștientă” (docta ignorantia). Cu alte cuvinte, sunt necesare atât rațiunea, cât și o înțelegere supra-rațională pentru a-l înțelege pe Dumnezeu. Acest lucru duce la coincidentia oppositorum, o unire a contrariilor.
Istoricul religiilor Mircea Eliade a folosit intensiv acest termen în eseurile sale despre mituri și ritualuri, descriind coincidentia oppositorum ca fiind un „model mitic”. Psihiatrul Carl Jung, filozoful și profesorul de studii islamice Henry Corbin, precum și filosofii evrei Gershom Scholem și Abraham Joshua Heschel au folosit, de asemenea, această expresie. 
Termenul este folosit, de asemenea, pentru a descrie o revelație a unicității unor lucruri considerate anterior ca fiind diferite. O astfel de perspectivă în unitatea lucrurilor este un fel de transcendență și apare în diferite tradiții mistice.